# Vulva
Vulva (z latiny), zastarale kep, je název pro vnější ženské pohlavní orgány. Skládá se z poševní předsíně, v níž ústí močová trubice a pochva. Vpředu se nachází klitoris. Vulva je chráněna ze stran dvěma páry stydkých pysků (velkými a malými). Vulva je využívána při močení, pohlavním styku, masturbaci, menstruaci a porodu.
Často se pro vulvu používá pojem „vagína“, ale tento název je nepřesný, protože vagína ve vulvě pouze ústí. Je to podobný vztah, jako kdyby se ústa nazývala hrdlem.

## Části vulvy
Měkká trojhranná vyvýšenina před vulvou je tuhý tukový polštář pokrývající stydkou kost. Nazývá se stydký pahorek (mons pubis) a někdy je označován jako „Venušin pahorek“ (lat. „mons veneris“). Po pubertě jej pokrývá pubické ochlupení. Podobně mohou být pokryty ochlupením i malé a velké stydké pysky (labia). Starší český název pahorku je hrma.
Velké stydké pysky (labia maiora) jsou kožní řasy, které zcela nebo částečně zakrývají ostatní části vulvy. Barva vnější části velkých stydkých pysků je obvykle podobná barvě na jiných částech těla, i když to neplatí vždy. Vnitřní část, kůže podobná sliznici, je obvykle růžová nebo nahnědlá. Velké stydké pysky přecházejí vzadu do hráze. Mezi nimi se nalézá stydká štěrbina (rima pudendi), v níž jsou malé stydké pysky. Vpředu přechází ve Venušin pahorek.
Malé stydké pysky (labia minora) jsou na dotyk velmi citlivé měkké kožní řasy uvnitř velkých stydkých pysků. Ačkoli se nazývají malé, bývají někdy větší než velké, takže bývají viditelné. Jsou pokryté kůží podobající se sliznici. Je v ní také mnoho mazových žlázek. Malé stydké pysky uzavírají poševní předsíň.
V poševní předsíni (vestibulum vaginae) je vpředu poštěváčková kapuce, která kryje klitoris (clitoris). Za ní (nebo pod ní) se nalézá nejprve ústí močové trubice (urethra) a pak poševní vchod. U panen kolem něho poševní předsíň přechází do panenské blány (hymen), která chrání pochvu. Poševní otvor je normálně zavřený a stěny pochvy se vzájemně dotýkají.
Trochu pod a do stran od poševního vchodu jsou Bartholiniho žlázy, které v případě, že je žena sexuálně vzrušená, produkují lubrikující látku, která usnadňuje průnik při pohlavním styku.
Velké stydké pysky vzadu u řitního otvoru přecházejí do oblasti, která se nazývá hráz (perineum). Hráz bývá někdy narušena při komplikovaném porodu, takže se někdy před porodem nastřihuje.

## Různorodost
Vzhled a velikost částí vulvy se mezi ženami přirozeně liší. Je běžné, že vulva není zcela osově symetrická. Výzkumný tým z nemocnice Elizabeth Garret Andersonové v Londýně zaznamenal u 50 žen mezi 18 a 50 lety (průměrný věk 35,6 roku) následující rozměry a parametry:
|                                                     | Hodnoty              | Průměr [běžná odchylka] |
| --------------------------------------------------- | -------------------- | ----------------------- |
| Délka poštěváčku (mm)                               | 5,0 – 35,0           | 19,1 [8,7]              |
| Velikost žaludu poštěváčku (mm)                     | 3,0 – 10,0           | 5,5 [1,7]               |
| Vzdálenost od poštěváčku k ústí močové trubice (mm) | 16,0 – 45,0          | 28,5 [7,1]              |
| Délka velkých stydkých pysků (cm)                   | 7,0 – 12,0           | 9,3 [1,3]               |
| Délka malých stydkých pysků (mm)                    | 20 – 100             | 60,6 [17,2]             |
| Šířka malých stydkých pysků (mm)                    | 7,0 – 50,0           | 21,8 [9,4]              |
| Šířka hráze (mm)                                    | 15,0 – 55,0          | 31,3 [8,5]              |
| Hloubka pochvy (cm)                                 | 6,5 – 12,5           | 9,6 [1,5]               |
| Barva vulvy v porovnání s okolím (n)                | Stejná barva         | 9 (18%)                 |
| Barva vulvy v porovnání s okolím (n)                | Tmavší barva         | 41 (82%)                |
| Vrásčitost stydkých pysků (n)                       | Hladké (nezvrásněné) | 14 (28 %)               |
| Vrásčitost stydkých pysků (n)                       | Mírně zvrásněné      | 34 (68 %)               |
| Vrásčitost stydkých pysků (n)                       | Silně zvrásněné      | 2 (4 %)                 |

Poznámky
1. ↑  V roce 1924 Marie Bonapartová, francouzská badatelka v oblasti sexuologie, zveřejnila studii, podle níž ženy s menší vzdáleností mezi poštěváčkem a ústím močové trubice – do 2,5 cm – dosahují při vaginální penetraci orgasmu snadněji, než ty se vzdáleností 3 cm a více. Toto zjištění pojmenovala „pravidlo jednoho palce“.[3]
2. ↑  Uvedena hloubka v klidovém stavu. Při vzrušení se zvětší o 30–40 %.[4]

## Vulva v kultuře
Mnoho kultur běžně považovalo vulvu za cosi nemravného, co musí zůstat skryto; například výraz pro externí genitálie – „pudendum“, doslova znamená „nemravná věc“. Naopak některé kultury vulvu oslavovaly a dokonce uctívaly; některé indické sekty ji ctily pod jménem yoni. Prameny uvádějí, že podobně tomu bylo ve starověku i u některých kultur Blízkého východu. Archeoložka Marija Gimbutasová soudila, že paleolitická umělecká díla nebyla zhotovována pro erotickou stimulaci, ale že dokazují uctívání vulvy v rámci náboženského kultu. Též v některých moderních neopaganských vírách je vulva předmětem uctívání. Jiné víry naopak uvažovaly o vulvě či některých jejích částech jako o „nečistých“, což mohlo vést až k ženské obřízce.

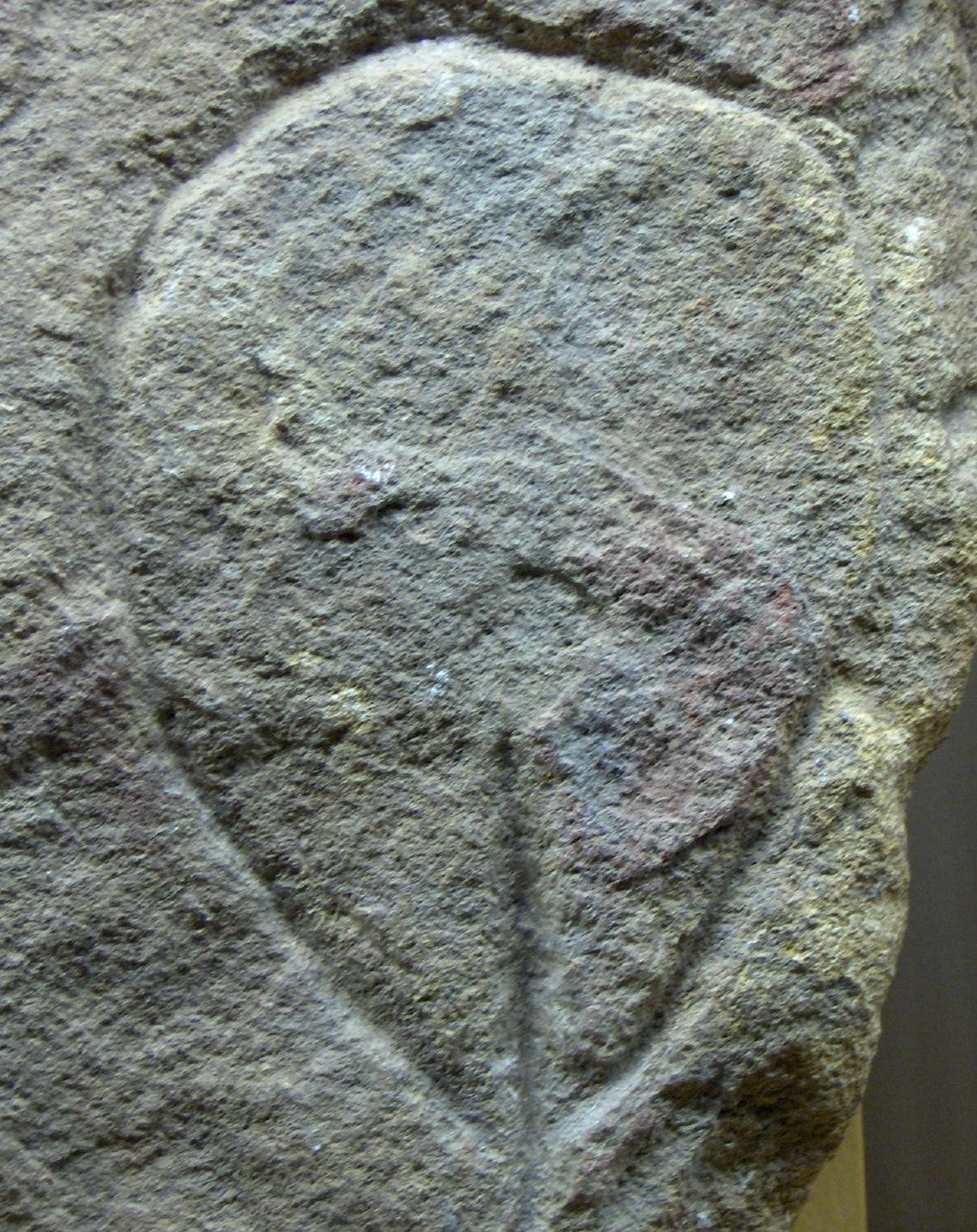
Vyobrazení vulvy z období paleolitu, Musée des antiquités nationales, Saint-Germain-en-Laye

Mnoho sochařů a malířů si zvolilo nevyobrazit vulvu ve svých dílech, i když se jednalo o nahou ženu. Pubická oblast byla často přikryta kouskem látky, fíkovým listem či rukou. Pokud však již byla vyobrazena, pak na ní pubické ochlupení ani vulva obvykle nebyly znázorněny, a to i tehdy, kdy na skutečné ženě v dané póze by vulva byla vidět. V moderní době je v japonském anime a manga umění ženina vulva (dokonce i v pornografickém hentai) cenzurována kvůli tamějšímu zákonu.
Během historie nebylo umělecké vyobrazení vulvy běžné kvůli estetickým a mravnostním nárokům. Teprve po širokém rozšíření pornografie v západních zemích se stalo vyobrazení vulvy běžnější.

## Úpravy
V některých kulturách, včetně moderní západní kultury, si ženy holí nebo jinak upravují ochlupení vulvy. Když se do módy dostaly vysoce vykrojené plavky, jejich majitelky to přimělo holit okraje pubického trojúhelníku. Některé ženy naopak zachovávají jeho přírodní ráz. Odstraňování chloupků z vulvy je ve Spojených státech a západní Evropě poměrně novým fenoménem, obvykle v podobě „bikinové“ nebo brazilské depilace, ačkoli v mnoha východoevropských a blízkovýchodních kulturách je rozšířeno již po staletí – obvykle za použití vosku –, většinou kvůli představě o dokonalejší hygieně. Některé styly ponechávají „přistávací proužek“ – anglicky „landing strip“ (přímo nad a v ose s vulvou), nebo „závodní proužek“ – anglicky „racing stripe“ (po obou stranách stydkých pysků). Islámské učení obsahuje pokyny pro rituální čistotu (tahára); jejich součástí je i odstraňování pubického ochlupení (jedná se spíše o preferovanou praxi než o závazek).
Operace ženských pohlavních orgánů zahrnují laserovou plastiku stydkých pysků k vyhlazení vrásek, labioplastiku (zmenšení stydkých pysků) a vaginoplastiku. Americké kolegium porodníků a gynekologů (ACOG) vydalo v roce 2007 k těmto úpravám stanovisko, v němž se uvádí, že bezpečnost těchto zákroků není zcela doložena. ACOG doporučuje, aby ženy, které zvažují podstoupení těchto zákroků, byly informovány o možných souvisejících rizicích, jako jsou infekce, změna citlivosti, dyspareunie, srůsty a jizvy. Stále rozšířenější praxe kosmetických úprav ženských genitálií se setkává také s feministickou kritikou a aktivistickými platformami, které kladou důraz na přirozenost. Tato hnutí uvádějí, že silná reklama na tyto zákroky v kombinaci s nedostatečnou osvětou podporují u žen s většími stydkými pysky pochyby ohledně jejich těla, a to navzdory skutečnosti, že výrazné individuální rozdíly jsou zcela normální – a podobných zákroků (ve většině případů) nehodné.

## Vztah k mužským pohlavním orgánům
Vulva je v řadě znaků podobná mužským pohlavním orgánům, protože s nimi má společný základ a vývoj; je s nimi homologní. Žalud poštěváčku je homologní s žaludem penisu, a tělo klitorisu a klitorální crura jsou homologní s corpora cavernosa. Velké stydké pysky, malé stydké pysky a kapuce klitorisu jsou homologní s šourkem, kůží penisu a předkožkou. Předsíňová topořivá tělesa pod kůží malých stydkých pysků jsou homologní s corpus spongiosum, tkání penisu obklopující močovou trubici. Bartholiniho žlázy jsou homologní s mužskými Cowperovými žlázami.